# PGPLSQL
A SQL PL é uma linguagem estrutural estendida da SQL que tem por objetivo auxiliar as tarefas de programação no PostgreSQL. Ela incorpora à SQL características procedurais, como os benefícios e facilidades de controle de fluxo de programas que as melhores linguagens possuem. Por exemplo loops estruturados (for, while) e controle de decisão (if then else).
PGPLSQL é uma PL/SQL significa "Procedural Language extensions to SQL", que pode ser usado em bancos de dados. O PL/SQL é a linguagem SQL com  construções de programação similares a outras liguagens.

## Vantagens
Geralmente o uso de SQL Procedural traz as seguintes vantagens:
- Suporte a módulos de linguagem;
- Cursores;
- Estrutura de Seleção;
- Estrutura de Loop;
- Combinação com SQL declarativo;
- Combinação com transações;
- Tratamento de exceções;
- Suporte a escopo de variáveis;
- Suporte aos tipos primitivos, complexos e domínios ( definidos pelo usuário).

## Estruturas

### Plpgsql: estruturas de seleção
IF ... THEN
IF ... THEN ... ELSE
IF ... THEN ... ELSE IF
IF ... THEN ... ELSIF ... THEN ... ELSE
IF ... THEN ... ELSEIF ... THEN ... ELSE
O bloco sempre deve fechar com END IF ;
IF condição THEN 
comandos; 
ELSE 
comandos; 
END IF; 

### Plpgsql: estruturas de repetição
FOR..LOOP
LOOP
WHILE ... LOOP

BEGIN
FOR reg IN consulta LOOP 
comandos
END LOOP;  
FOR i IN REVERSE 10..1 LOOP—comandos 
END LOOP;

FOR..LOOP e RECORD 
create or replace function exibeLinhaAluno () returns boolean as $$
declare 
linha record ;
WHILE LOOP 
WHILE (condicao_v) LOOP 
declarações
END LOOP; 
EXIT;  
EXIT WHEN condição ;